# Robert Pinget
Robert Pinget (19. června 1919 Ženeva - 25. srpna 1997 Tours) byl francouzský avantgardní spisovatel, představitel tzv. mluveného románu (dlouhé záznamy monologů či dialogů). V roce 1965 získal cenu časopisu Femina za román Quelqu'un.

## Dílo
- Seznam děl v Souborném katalogu ČR, jejichž autorem nebo tématem je Robert Pinget
- Pan Blouznil
- Synátor